# خالدية (عفرين)
خالدية (بالكردية: Xalta نقحرة: خالتا‏) هي قرية سوريّة تتبع إداريّاً لمحافظة حلب منطقة عفرين ناحية مركز عفرين. بلغ تعداد سكانها 26 نسمة حسب التعداد السكاني لعام 2004، و279 نسمة حسب قيود السجل المدني لنهاية عام 2005.